# Abdulla Yusuf Helal
Abdulla Yusuf Abdulrahim Mohammed Helal (Manama, 12 giugno 1993) è un calciatore bahreinita, attaccante del Bohemians 1905 e della nazionale bahreinita.

## Carriera

### Club
Nel 2019 si trasferisce allo Slavia Praga, con cui diventa il primo bahreinita a giocare una partita di Champions League in occasione del pareggio per 1-1 contro l'Inter.

### Nazionale
Ha esordito in nazionale nel 2012.

## Statistiche

### Cronologia presenze e reti in nazionale
| Cronologia completa delle presenze e delle reti in nazionale ― Bahrein | Cronologia completa delle presenze e delle reti in nazionale ― Bahrein | Cronologia completa delle presenze e delle reti in nazionale ― Bahrein | Cronologia completa delle presenze e delle reti in nazionale ― Bahrein | Cronologia completa delle presenze e delle reti in nazionale ― Bahrein | Cronologia completa delle presenze e delle reti in nazionale ― Bahrein | Cronologia completa delle presenze e delle reti in nazionale ― Bahrein | Cronologia completa delle presenze e delle reti in nazionale ― Bahrein |
| Data                                                                   | Città                                                                  | In casa                                                                | Risultato                                                              | Ospiti                                                                 | Competizione                                                           | Reti                                                                   | Note                                                                   |
| ---------------------------------------------------------------------- | ---------------------------------------------------------------------- | ---------------------------------------------------------------------- | ---------------------------------------------------------------------- | ---------------------------------------------------------------------- | ---------------------------------------------------------------------- | ---------------------------------------------------------------------- | ---------------------------------------------------------------------- |
| 5-1-2019                                                               | Abu Dhabi                                                              | Emirati Arabi Uniti                                                    | 1 – 1                                                                  | Bahrein                                                                | Coppa d'Asia 2019 - 1º turno                                           | -                                                                      | 81’                                                                    |
| 10-1-2019                                                              | Dubai                                                                  | Bahrein                                                                | 0 – 1                                                                  | Thailandia                                                             | Coppa d'Asia 2019 - 1º turno                                           | -                                                                      | 65’                                                                    |
| 14-1-2019                                                              | Sharjah                                                                | India                                                                  | 0 – 1                                                                  | Bahrein                                                                | Coppa d'Asia 2019 - 1º turno                                           | -                                                                      | 61’                                                                    |
| 22-1-2019                                                              | Dubai                                                                  | Corea del Sud                                                          | 2 – 1 dts                                                              | Bahrein                                                                | Coppa d'Asia 2019 - Ottavi di finale                                   | -                                                                      | 109’                                                                   |
| Totale                                                                 |                                                                        | Presenze                                                               | 4                                                                      |                                                                        | Reti                                                                   | 0                                                                      |                                                                        |

## Palmarès

### Club

#### Competizioni nazionali
- Campionato bahreinita: 1

Al-Muharraq: 2017-2018
- Campionato ceco: 2

Slavia Praga: 2019-2020, 2020-2021
- Coppa della Repubblica Ceca: 1

Slavia Praga: 2020-2021